# Ерін Рутліфф
Ерін Рутліфф (англ. Erin Routliffe) — новозеландська, раніше канадська, тенісистка, що спеціалізується на парній грі, чемпіонка США 2023 року серед жіночих пар.
Рутліфф народилася в Новій Зеландії, але її батьки були канадцями, і згодом родина переселилася в Канаду. У 2017 році Міжнародна федерація тенісу дозволила їй представляти країну свого народження. 

## Значні фінали

### Турніри Великого шолома

#### Парний розряд: 1 титул
| Результат | Рік  | Турнір  | Поверхня | Партнерка          | Супротивниці                   | Рахунок        |
| --------- | ---- | ------- | -------- | ------------------ | ------------------------------ | -------------- |
| Перемога  | 2023 | US Open | Хард     | Габріела Дабровскі | Лаура Зігемунд Віра Звонарьова | 7–6(11–9), 6–3 |

## Фінали турнірів WTA

### Парний розряд: 23 (11 титулів)
| Легенда          |
| ---------------- |
| Grand Slam (1–1) |
| WTA 1000 (1-4)   |
| WTA 500 (2–4)    |
| WTA 250 (4–3)    |

| За поверхнею |
| ------------ |
| Хард (6–8)   |
| Грунт (2–1)  |
| Трава (1–3)  |
| Килим (0–0)  |

| Результат | В–П   | Дата     | Турнір                                    | Статус        | Поверхня  | Партнерка           | Супротивниці                        | Рахунок               |
| --------- | ----- | -------- | ----------------------------------------- | ------------- | --------- | ------------------- | ----------------------------------- | --------------------- |
| Поразка   | 0–1   | Сер 2018 | Washington Open, США                      | International | Хард      | Алекса Гуарачі      | Хань Сіньюнь Дарія Юрак             | 3–6, 2–6              |
| Перемога  | 1–1   | Лип 2021 | Palermo Ladies Open, Італія               | WTA 250       | Ґрунт     | Кімберлі Ціммерманн | Натела Дзаламідзе Камілла Рахімова  | 7–6(7–5), 4–6, [10–4] |
| Поразка   | 1–2   | Вер 2021 | Luxembourg Open, Люксембург               | WTA 250       | Хард (i)  | Кімберлі Ціммерманн | Грет Міннен Алісон Ван Ейтванк      | 3–6, 3–6              |
| Поразка   | 1–3   | Вер 2021 | Ostrava Open, Чехія                       | WTA 500       | Хард (i)  | Кейтлін Крістіан    | Саня Мірза Чжан Шуай                | 3–6, 2–6              |
| Поразка   | 1–4   | Лют 2022 | St. Petersburg Trophy, Росія              | WTA 500       | Хард (i)  | Аліція Росольська   | Ганна Калінська Кеті Макнеллі       | 3–6, 7–6(7–5), [4–10] |
| Поразка   | 1–5   | Чер 2022 | Bad Homburg Open, Німеччина               | WTA 250       | Трава     | Аліція Росольська'  | Ері Ходзумі Ніномія Макото          | 4–6, 7–6(7–5), [5–10] |
| Перемога  | 2–5   | Сер 2022 | Washington Open, США                      | WTA 250       | Хард      | Джессіка Пегула     | Ганна Калінська Кеті Макнеллі       | 6–3, 5–7, [12–10]     |
| Поразка   | 2–6   | Жов 2022 | Ostrava Open, Чехія                       | WTA 500       | Хард (i)  | Аліція Росольська   | Кеті Макнеллі Алісія Паркс          | 3–6, 2–6              |
| Перемога  | 3–6   | Бер 2023 | ATX Open, США                             | WTA 250       | Хард      | Алділа Сутджаді     | Ніколь Меліхар-Мартінес Еллен Перес | 6–4, 3–6, [10–8]      |
| Перемога  | 4–6   | Вер 2023 | US Open, США                              | Grand Slam    | Хард      | Габріела Дабровскі  | Лаура Зігемунд Віра Звонарьова      | 7–6(11–9), 6–3        |
| Поразка   | 4–7   | Вер 2023 | Guadalajara Open Akron, Мексика           | WTA 1000      | Тверде    | Габріела Дабровскі  | Сторм Гантер Елісе Мертенс          | 6–3, 2–6, [4–10]      |
| Перемога  | 5–7   | Жов 2023 | Zhengzhou Open, КНР                       | WTA 500       | Тверде    | Габріела Дабровскі  | Сюко Аояма Ена Сібахара             | 6–2, 6–4              |
| Поразка   | 5–8   | Бер 2024 | Відкритий чемпіонат Маямі з тенісу, US    | WTA 1000      | Тверде    | Габріела Дабровскі  | Софія Кенін Бетані Маттек-Сендс     | 6–4, 6–7(5–7), [9–11] |
| Поразка   | 5–9   | Тра 2024 | Мастерс Рим, Італія                       | WTA 1000      | Ґрунт     | Корі Гофф           | Сара Еррані Жасмін Паоліні          | 3–6, 6–4, [8–10]      |
| Перемога  | 6–9   | Чер 2024 | Nottingham Open, UK                       | WTA 250       | Трава     | Габріела Дабровскі  | Гаррієт Дарт Діан Паррі             | 5–7, 6–3, [11–9]      |
| Поразка   | 6–10  | 2024     | Eastbourne International, Велика Британія | WTA 500       | Трава     | Габріела Дабровскі  | Людмила Кіченок Олена Остапенко     | 7–5, 6–7(2–7), [8–10] |
| Поразка   | 6–11  | Лип 2024 | Вімблдонський турнір, UK                  | Grand Slam    | Тверде    | Габріела Дабровскі  | Катержина Сінякова Тейлор Таунсенд  | 6–7(5–7), 6–7(1–7)    |
| Поразка   | 6–12  | Сер 2024 | Canadian Open, Канада                     | WTA 1000      | Тверде    | Габріела Дабровскі  | Керолайн Долегайд Дезіре Кравчик    | 6–7(2–7), 6–3, [7–10] |
| Перемога  | 7–12  | 2024     | Мастерс Цинциннаті, США                   | WTA 1000      | Тверде    | Ейджа Мухаммад      | Лейла Фернандес Юлія Путінцева      | 3–6, 6–1, [10–4]      |
| Перемога  | 8–12  | Лис 2024 | Фінал WTA, Саудівська Аравія              | WTA Фінали    | Тверде    | Габріела Дабровскі  | Катержина Сінякова Тейлор Таунсенд  | 7-5, 6-3              |
| Перемога  | 9–12  | Бер 2025 | Credit One Charleston Open                | WTA 500       | Ґрунт     | Олена Остапенко     | Керолайн Долегайд Дезіре Кравчик    | 6–4, 6–2              |
| Перемога  | 10–12 | Кві 2025 | Porsche Tennis Grand Prix, Німеччина      | WTA 500       | Ґрунт (i) | Габріела Дабровскі  | Катерина Олександрова Zhang Shuai   | 6–3, 6–3              |
| Перемога  | 11–12 | Сер 2025 | Мастерс Цинциннаті, США                   | WTA 1000      | Тверде    | Габріела Дабровскі  | Ґо Ханю Олександра Панова           | 6–4, 6–3              |

## Фінали турнірів WTA 125

### Парний розряд: 2
| Результат | В–П | Дата     | Турнір                     | Поверхня | Партнерка       | Супротивниці              | Рахунок          |
| --------- | --- | -------- | -------------------------- | -------- | --------------- | ------------------------- | ---------------- |
| Поразка   | 0–1 | Лип 2021 | Charleston Challenger, США | Грунт    | Алділа Сутджаді | Лян Еньшуо Ребекка Маріно | 7–5, 5–7, [7–10] |
| Поразка   | 0–2 | Тра 2023 | Catalonia Open, Іспанія    | Ґрунт    | Алекса Гуарачі  | Сторм Гантер Еллен Перес  | 1–6, 6–7(8–10)   |

1. ↑  Турніри зі статусом WTA International у 2021  отримали статус турніри WTA 250.